# Anna Gavigan
Anna Gavigan (* 19. Mai 2004) ist eine irische Leichtathletin, die sich auf den Diskuswurf spezialisiert hat.

## Sportliche Laufbahn
Erste internationale Erfahrungen sammelte Anna Gavigan im Jahr 2023, als sie bei den U20-Europameisterschaften in Jerusalem mit einer Weite von 46,09 m in der Qualifikationsrunde ausschied. 2025 belegte sie bei den U23-Europameisterschaften in Bergen mit 51,16 m den achten Platz.
2022 wurde Gavigan irische Meisterin im Diskuswurf.